# Maria Adelaide Aboim Inglez
Maria Adelaide Dias Coelho Aboim Inglez (Castelo Branco, 27 de Março de 1932 – Lisboa, 29 de Fevereiro de 2008) foi uma política portuguesa revolucionária comunista e anti-fascista, militante do Partido Comunista Português. Presa por duas vezes por motivos políticos esteve refém um total de dois anos na Prisão de Caxias. 

## Biografia

### Juventude
Filha de Alfredo Dias Coelho e Juliana Augusta Dias Coelho, empenhados militantes comunistas e pais de 9 filhos, um deles José Dias Coelho. A família irá viver para Coimbra em 1925 movida pela profissão do pai, Escrivão de Direito, que será colocado em Castelo Branco em 1930, onde Maria Adelaide Dias Coelho irá nascer em 1932.
Vinte anos depois, em Outubro de 1952, o início da actividade política de Maria Adelaide Dias Coelho ocorre quando esta é presa por motivos políticos pela Polícia Internacional e de Defesa do Estado apenas por estar a recolher assinaturas para uma petição a favor de um tratado de paz entre as grandes potências e pela proibição internacional das armas nucleares. Ficou arbitrariamente detida na Cadeia de Caxias por 5 meses, sendo libertada em Maio de 1953 sem nunca ter sido levada a julgamento.

### Adesão ao Partido Comunista
Em 1953, com 21 anos, casa-se com Carlos Aboim Inglez, destacado militante do Partido Comunista Português (PCP), que viria ser mantido preso por motivos políticos pelo regime do Estado Novo um total de 10 anos da sua vida. Foi consequentemente nora de Maria Isabel Aboim Inglez. Adere ao PCP pouco tempo depois de se casar e passa à clandestinidade com o marido no mesmo dia que o seu irmão José Dias Coelho e a sua esposa Margarida Tengarrinha, com quem integram a clandestina deste partido.

### Prisão Política
Em Junho de 1959, no dia seguinte à detenção do marido por motivos políticos, é também ela presa uma segunda vez, quando a casa comunista clandestina na qual vivia com o marido e a filha Margarida é visitada pela PIDE. Maria Adelaide Aboim Inglez tranca a porta à Polícia Política como estratégia para ter tempo de queimar os documentos que poderiam denunciar os seus camaradas, ao mesmo tempo que a polícia dispara sobre a fechadura para arrombar a porta de sua casa. É assim presa juntamente com a filha, então com 4 anos de idade. Transportadas juntas para a sede da PIDE na Rua António Maria Cardoso, Maria Adelaide Aboim Inglez exige às autoridades que a sua filha seja entregue à guarda da avó, Maria Isabel Aboim Inglez, algo que ocorre apenas uma semana depois da detenção.
No tempo em que foi mantida presa, Maria Adelaide Aboim Inglez foi repetidamente castigada na prisão por se recusar a reconhecer a autoridade sobre si por parte dos agentes prisionais. Só em Outubro de 1960 seria formalmente levada a Tribunal Plenário e julgada, ocasião em que é ilibada por falta de provas e libertada. É contudo julgada novamente noutro caso em Janeiro de 1961, sendo condenada a 18 meses de pena suspensa. 

### Vida na Clandestinidade
Em liberdade, retoma o desempenho de tarefas políticas ilegais com o PCP, nomeadamente apoiando clandestinamente presos políticos e fazendo a sua ligação com este partido e promovendo campanhas pela sua libertação. Irá estar na clandestinidade um total de dez anos da sua vida.

### Refugiada em Moscovo
Entre 1968 e 1975 e por decisão do PCP, é-lhe dada a possibilidade de fugir à repressão política refugiando-se em Moscovo com o marido, com a filha Margarida e com a sua segunda filha Isabel.

### Após a Revolução dos Cravos
Maria Adelaide Aboim Inglez regressa a Portugal após a Revolução dos Cravos para assumir a tarefa de funcionária da contabilidade central do Partido Comunista Português. Anos depois irá assumir a tarefa de responsável pela livraria do PCP no Centro de Trabalho Vitória na Avenida da Liberdade onde trabalhou até falecer, em 2008, de ataque cardíaco.